# Sanela
Sanela je žensko osebno ime.

## Izvor imena
Ime Sanela je verjetno tvorjenka na -ela iz imena Sana. To ime pa je možno razlagati iz latinskega pridevnika sanna v pomenu »zdrava; pametna; trezna; naravna« kot skrajšano obliko iz imena Aleksandra ali muslimanskih imen Sanida, Sanija ali Ihsana. Ime Sanela imajo v Sloveniji večinoma muslimanske priseljenke in njihove potomke.

## Različice imena
- ženska različica imena: Sana
- moške različice imena: Sanel, Saneli, Sanelo, Sani

## Pogostost imena
Po podatkih Statističnega urada Republike Slovenije je bilo na dan 31. decembra 2007 v Sloveniji število ženskih oseb z imenom Sanela: 612.